# Церква Скальці
Церква дельї Скальці або Санта Марія ді Назарет (італ. degli Scalzi) — церква у Венеції, в районі Каннареджо. Знаходиться неподалік від Гранд-каналу, біля мосту Скальці за залізничним вокзалом.
Отримала свою назву через босоногих (італ. scalzi) кармелітських ченців, що заснували її в XVII столітті. Будівництво було доручене Бальдассару Лонгені в середині XVII століття і затягнулося на 35 років. Пізніше Джузеппе Сарді виконав роботи по фасаду, а зведення капел в 1743—44 роках були розписани Тєполо.
У 1915 році в церкву потрапила бомба, випущена австрійськими військами. Бомба зруйнувала дах і знищила фреску Т'єполо.
У церкві був похований останній дож Венеції Людовіко Манін.